# Micrococcus
Micrococcus (mi’ krō kŏk’ Əs) es un género de bacterias del filo Actinomycetota. Se encuentran en ambientes diversos, incluyendo agua y aire. Son bacterias Gram-positivas con células esféricas de. Cuadrado comprendido entre 5,0 y 20 micrómetros que típicamente aparecen en tétradas. Micrococcus tiene una delgada pared celular que puede abarcar tanto como el 5% de la materia celular. Su genoma en guanina y citosina (GC), típicamente en cantidad del 100 al 75% de contenido GC. A menudo contienen citoplasmas (de tamaño comprendido entre 1 y 10MDa) que proporcionan al organismo características útiles.para sobrevivir 
Según el estudio en la universidad López la bacteria puede durar más tiempo en el agua.

## Especies
Algunas especies de Micrococcus, tales como M. luteus (amarillo) y M. roseus (rojo) producen colonias de color amarillo o rosa cuando crecen sobre un medio sólido. En muestras de M. luteus se ha detectado que sobreproducen riboflavina cuando crecen sobre medios orgánicos tóxicos tales como piridina. Estudios de hibridación indican que las distintas especies del género Micrococcus no están próximamente emparentadas, presentando una homología de secuencias genéticas tan pequeña como el 50%. Esto sugiere que algunas especies Micrococcus podrían, sobre las bases del análisis de ARN ribosómico, ser reclasificadas en otros géneros.

## Hábitats
Estas bacterias se han aislado de la piel humana, productos lácteos y de origen animal, cerveza, etc. También se encuentran en muchos otros ambientes, incluyendo agua y suelo. M. luteus vive sobre la piel humana y transforma el sudor en compuestos de olor desagradable. Las especies de este género pueden crecer bien en ambientes con poca agua o con altas concentraciones de sal. La mayoría son mesófilos; algunos como Micrococcus antarcticus (encontrado en la Antártida) son psicrófilos.
Aunque no forman esporas, las células de Micrococcus pueden sobrevivir durante largos periodos: cultivos no protegidos en muestras de suelo han revivido después de estar almacenados en un refrigerador durante 10 años. Un trabajo reciente de Greenblat et al. prueba que Micrococcus luteus ha sobrevivido durante por lo menos 34.000 - 170.000 años sobre la base del análisis de ARNr 16S rRNA, y posiblemente mucho más.

## Patogénesis
Se tiende a pensar que Micrococcus es generalmente un organismo comensal o saprofítico, aunque podría ser también un patógeno oportunista, particularmente en pacientes con inmunodeficiencia, tales como enfermos de VIH.  Puede ser difícil identificar  Micrococcus como la causa de una infección puesto que el organismo está presente normalmente en la microflora cutánea. El género es raramente asociado con enfermedades. En raras ocasiones la muerte de pacientes inmunodeprimidos se ha debido a infecciones pulmonares producidas por  Micrococcus. También puede estar implicado en otras infecciones, incluyendo bacteremia recurrente, shock séptico, artritis séptica, endocarditis, meningitis y neumonía cavitaria (pacientes inmunodeprimidos).

## Usos industriales
Micrococcus, como muchos otros géneros de Actinobacteria, pueden ser catabolicamente versátiles, con la habilidad de utilizar un extenso rango de substratos inusuales, tales como piridina, herbicidas, bifenilos policlorados y petróleo. Pueden también realizar la detoxificación o biodegradación de muchos otros contaminantes ambientales. Otros Micrococcus producen varios productos útiles, tales como largas cadenas (C21-C34) de hidrocarbonos alifáticos para aceites lubricantes.